# Unione Sportiva Arsenale (Taranto)
L'Unione Sportiva Arsenale, spesso indicata come Arsenale Taranto, è stata una società calcistica italiana con sede nella città di Taranto, in Puglia. Fu fondata tra la fine degli anni trenta e l'inizio degli anni quaranta con il nome di Società Sportiva Pietro Resta (mutò denominazione in U.S. Arsenale nel 1944) e disputò due campionati di Serie C e uno di Serie B prima di confluire, nel 1947, nel Taranto, lasciando poi traccia di essa nella denominazione sociale di quest'ultimo per otto anni.
Con la denominazione Pietro Resta, la società voleva commemorare un presidente deceduto del Taranto Calcio, come Arsenale voleva indicare l'Arsenale Militare Marittimo di Taranto.

## Storia

### 1940-1943: S.S. Pietro Resta
Sul finire degli anni trenta (alcune fonti propendono, senza certezza per l'anno 1939), a Taranto viene fondata la società calcistica Società Sportiva Pietro Resta, denominata in onore del presidente benemerito dell'Associazione Sportiva Taranto, deceduto nel 1935. Nel quotidiano pugliese La Gazzetta del Mezzogiorno la compagine tarantina viene citata per la prima volta il 25 novembre del 1940, nella lista delle società che hanno richiesto l'affiliazione alla FIGC. I colori sociali del sodalizio sono il rosso e il blu e la formazione gioca le partite interne al Motovelodromo Corvisea, chiamato durante il periodo fascista "Stadio Littorio".
L'affiliazione è resa ufficiale sabato 13 settembre 1941. Nella stagione 1941-1942 il Resta rifiuta di partecipare al campionato di Serie C e si iscrive a quello di Prima Divisione, vincendo il girone pugliese con una giornata d'anticipo e 4 punti di vantaggio sul Barletta secondo; ottenendo quindi la promozione in Serie C. Chiude l'anno calcistico successivo di questa serie al sesto posto nel girone M.

### 1944-1947: U.S. Arsenale

L'Arsenale nel 1944, con l'allenatore Bolognini (a destra in impermeabile).

Nel 1944 la società passa in proprietà a dei militari della Marina italiana, che ottengono dalla FIGC il cambiamento di denominazione sociale in Unione Sportiva Arsenale, in riferimento all'Arsenale militare marittimo di Taranto che diventa il quartier generale dell'azienda e allestiscono una squadra per partecipare al Torneo misto pugliese (chiamato "campionato nazionale misto"), mantenendo alcuni giocatori della rosa del 1943 e ingaggiando l'allenatore Adolfo Bolognini. I rosso-blu terminano il campionato misto, decimato da ritiri ed espulsioni di diverse formazioni concorrenti, al secondo posto in classifica con 3 punti di distacco dal Bari vincitore.
Venendo il torneo misto invalidato dalla Federazione (tra l'altro non è più considerato ufficiale), nel 1945 l'Arsenale continua la militanza in terza serie, categoria in cui era rimasto nel 1943, sempre sotto la guida di Bolognini; nel girone E della Lega Nazionale Centro-Sud a tredici squadre, dopo essere rimasto imbattuto per 17 turni (non contando il turno di riposo; con 9 vittorie consecutive all'interno di questa striscia positiva di 31 punti) si piazza infine secondo, con 3 lunghezze alle spalle del Lecce, venendo promosso in Serie B per delibera federale.
Allenati dal genovese Guglielmo Borgo, gli arsenaliani concludono poi il campionato cadetto 1946-1947 all'ottavo posto nella classifica del girone C (metà classifica, a tre punti dall'ultima retrocessa), mentre l'altra formazione tarantina presente in seconda serie, il Taranto (rinato dalla fusione del luglio 1946, ancora fra Audace e Pro Italia e presente nello stesso girone dell'Arsenale), retrocede in C.
Proprio con la dirigenza dell'AS Taranto, il 9 settembre 1947 la proprietà dell'Arsenale firma la fusione che dà vita all'Unione Sportiva Arsenaltaranto; questa società continuerà la storia della compagine ionica, riconoscendo però l'Arsenale nella ragione sociale e continuandone il trascorso in Serie B. Il nome Arsenaltaranto sarà mantenuto fino al 1955, quando i militari della marina usciranno completamente dalla società calcistica. Diversi ex calciatori dell'Arsenale continueranno a giocare nell'Arsenaltaranto.
I derby cittadini videro la squadra rosso-blu sconfitta due volte, pari e vincente una volta con il Taranto, pari e vincente una volta con l'Audace e vincente in entrambi gli incontri giocati con la Pro Italia; gli arsenaliani batterono quest'ultima fuori casa per 7-1, nell'incontro di andata dell'anno calcistico 1945-1946.

## Colori e simboli

### Colori
I colori sociali del Pietro Resta e dell'Arsenale erano il rosso e il blu, non si conoscono però i disegni delle divise degli atleti, eccetto che un'uniforme della stagione 1944-1945, ricostruibile attraverso la foto qui in alto a sinistra e disegnata nell'infobox in alto a destra.

## Strutture

### Stadio
Come Pietro Resta la squadra disputava le gare interne al Motovelodromo Corvisea, all'epoca chiamato "Stadio Littorio", che aveva una capienza di circa 6.000 posti a sedere (1 tribuna autorità e 1 gradinata); nel 1944 passò a giocare gli incontri interni al Campo Allievi Operai dell'Arsenale Militare Marittimo, con tribune per 10.000 posti a sedere (1 tribuna autorità, 1 gradinata e 2 curve).

## Società
Non si hanno informazioni sulla struttura societaria del Pietro Resta. Dell'Arsenale si sa invece che essendo gestito da militari era un po' più facile, nella seconda metà degli anni quaranta, mantenere il bilancio sano; tra l'altro agli stessi calciatori veniva dato un impiego all'interno dell'arsenale militare marittimo di Taranto (e ciò consentiva di avere un ingaggio degli atleti maggiorato o comunque integrato a quello previsto dall'impiego sportivo).
| Periodo   | Presidenti                   |
| --------- | ---------------------------- |
| 1942-1943 | Arturo Vescovo               |
| 1944-1945 | Michele Rinaldi              |
| 1945-1946 | Giovanni Carone (segretario) |
| 1946-1947 | Archimede Tellarini          |

| Periodo   | Allenatori       |
| --------- | ---------------- |
| 1942-1943 | Raffaele Russo   |
| 1944-1946 | Adolfo Bolognini |
| 1946-1947 | Guglielmo Borgo  |

## Calciatori

Francesco Petagna

Sono citati gli atleti con un minimo sufficiente di 35 presenze oppure per fattori che li rendono rilevanti. Alcuni di essi potrebbero aver militato nel Resta anche nella stagione 1941-1942.
- Francesco Petagna (1942-1947), 68 presenze (19 goal); centrocampista.
- Luigi Silvestri (1942-1946), 33 o più presenze (31 goal); attaccante.
- Antonio Bellucco (1944-1947), 35 presenze (31 goal); attaccante.
- Donato Raguso (1942-1947), 51 presenze (19 goal); centrocampista.[6][11][12][16]
- Nicola Mignozzi (1944-1947), 36 presenze (0 goal); difensore.[6][11][12][16]
- Vincenzo Castellano (1945-1947), 46 presenze (12 goal); centrocampista.

Tutti i sei atleti citati giocarono poi nell'Arsenaltaranto.

## Palmarès

### Competizioni regionali
- Prima Divisione: 1

1941-1942

### Altri piazzamenti
- Serie C:

secondo posto nel girone centro-meridionale E: 1945-1946
- Torneo misto pugliese:

Secondo posto: 1944-1945

## Statistiche e record

### Partecipazione ai campionati
| Livello | Categoria       | Partecipazioni | Debutto   | Ultima stagione |
| ------- | --------------- | -------------- | --------- | --------------- |
| 2º      | Serie B         | 1              | 1946-1947 | 1946-1947       |
| 3º      | Serie C         | 2              | 1942-1943 | 1945-1946       |
| 4º      | Prima Divisione | 1              | 1941-1942 | 1941-1942       |

## Statistiche

### Statistiche di squadra
È esclusa dal conteggio la stagione 1941-1942 in Prima Divisione (comunque superata, nei numeri "positivi", dalla condotta della stagione 1945-1946).
- Miglior serie positiva: 17 turni, dalla 1ª alla 18ª giornata di Serie C 1945-1946 (Lega Nazionale Centro-Sud) (girone E) (14 vittorie e 3 pareggi).
- Serie più lunga di vittorie consecutive: 9 turni, dalla 3ª all'11ª giornata, sempre della stagione 1945-1946, non contando il turno di riposo della 12ª giornata.
- Serie più lunga di sconfitte consecutive: 3 turni, dalla 18ª alla 20ª giornata di Serie B 1946-1947 (girone C).
- Vittoria più larga: Arsenale-Castellana 9-1, giocata a Taranto (al Campo Allievi Operai dell'Arsenale M. M.) il 20 gennaio del 1946 (e valida per la 16ª giornata di Serie C 1945-1946).
- Sconfitta più larga: Pescara-Arsenale 8-1, giocata a Pescara (allo Stadio Rampigna) l'8 dicembre del 1946 (e valida per l'11ª giornata del girone C di Serie B 1946-1947).

### Statistiche individuali
La fonte di cui si ricavano questi conteggi non è completa, pertanto non bisogna dare questi per certi, ma considerare che per ognuno di questi giocatori le presenze e i goal potrebbero (o dovrebbero) essere in numero maggiore. Fra parentesi sono riportati, eventualmente separati da un punto e virgola, gli intervalli di militanza; non sono conteggiate anche le presenze totalizzate nel Torneo misto pugliese del 1944-1945, in quanto non è considerato dalla FIGC un campionato ufficiale.
| Presenze accertate - 68 Francesco Petagna (1942-1943; 1944-1947) - 51 Donato Raguso (1942-1943; 1944-1947) - 46 Vincenzo Castellano (1944-1947) | Reti accertate - 31 Antonio Bellucco (1944-1947) - 31 Luigi Silvestri (1942-1946) - 19 Francesco Petagna (1942-1947) - 19 Donato Raguso (1942-1947) - 12 Vincenzo Castellano (1945-1947) |